# Jesus Revolution
Jesus Revolution è un film del 2023 diretto da Jon Erwin e Brent McCorkle.

## Trama
1969, California meridionale. Il pastore protestante Chuck Smith, seguendo i suggerimenti di sua figlia Janette, accoglie nella propria chiesa parrocchiale un gruppo di hippy appassionati di spiritualità cristiana e organizza con loro incontri ed eventi religiosi a cui partecipano sempre più giovani che vogliono rinunciare alle droghe e consacrare la loro vita a Gesù. Ai partecipanti si aggiungono presto Greg Laurie e la sua fidanzata Cathe, due liceali che hanno sperimentato quanto gli psichedelici possano essere pericolosi e che ora sono alla ricerca di un nuovo senso nella vita. Benché nascano divergenze fra il pastore Chuck Smith e il leader del gruppo hippy, Lonnie Frisbee, che durante gli eventi si atteggia a taumaturgo, il movimento si diffonde anche negli altri Stati degli USA e ottiene l'attenzione positiva della stampa.